# Западно-Сибирская подтайга
Западно-Сибирская подтайга — экорегион подтайги, выделяемый WWF в группе смешанных и широколиственных лесов. Эта зона протянулась в широтном направлении между Екатеринбургом и Красноярском относительно нешироким поясом, всего 150 км, на юге Западной Сибири. Эти леса происходят от древних плиоценовых хвойно-широколиственных лесов, биоразнообразие их экосистем самое высокое из экосистем Западной Сибири, но эндемиков нет.
Климат экорегиона умеренный континентальный, среднегодовые температуры выше 0 °C. Территория покрыта снегом в среднем 180 дней в году, безморозный период — 100—120 дней, весна и осень короткие. Среднегодовое количество осадков 350—550 мм.

## Растительность
В подтайге региона встречаются хвойно-мелколиственные, мелколиственные и широколиственные леса с травяным покровом. Основными лесообразующими породами являются сосна сибирская кедровая, ель сибирская, пихта сибирская, сосна обыкновенная с подлеском из осины и берёзы. В травяном покрове встречаются сныть (Aegopodium podagraria), Pulmonaria dacica и Actaea erythrocarpa. Во времена плиоцена в этих местах из хвойных пород произрастали сосна, ель, лиственница, пихта; из широколиственных пород — каштан, дуб, липа, бук, граб, вяз; из мелколиственных — осина и берёза. Большая часть широколиственных пород вымерла во время ледниковой эпохи, среди выживших — тополь чёрный повсеместно, липа сердцевидная — на западе региона, липа сибирская — на востоке.
В результате антропогенного воздействия и частых лесных пожаров большая часть первичных лесов заменена на вторичные, в которых преобладают берёза повислая и осина. Реже среди таких лесов встречаются образованные сосной обыкновенной с липой сердцевидной, обычно в подлеске и богатым видами травяным покровом. В травяном покрове преобладают Calamagrostis arundinacea, Carex macroura, сныть (Aegopodium podagraria), брусника (Vaccinium vitis-idaea) и черника (Vaccinium myrtillus). В нём также встречаются костяника (Rubus saxatilis), майник двулистный (Maianthemum bifolium), чина весенняя (Lathyrus vernus), Galium septentrionale, хвощ Equisetum sylvaticum и дудник лесной (Angelica sylvestris). В плохо развитом моховом покрове преобладают виды Pleurozium schreberi и Dicranum polysetum.
На севере сохранились первичные берёзовые леса. В них преобладает берёза повислая с примесью берёзы пушистой, осины и иногда липы. Кустарниковый подлесок образован в основном видами Rosa majalis, Crataegus sanguinea, Sorbus sibirica, Salix caprea, Viburnum opulus, Spiraea media. В травяном покрове преобладают Calamagrostis arundinacea, Calamagrostis epigeios, Calamagrostis obtusata, Rubus saxatilis, Cnidium dubium, Geranium pseudosibiricum, Vicia cracca, Gentiana pneumonanthe, Delphinium elatum, Trientalis europaea, Dryopteris carthusiana, Phegopteris connectilis, Pulmonaria dacica и Aegopodium podagraria. В первичных берёзовых лесах региона произрастает около 400 видов растений.
На болотах, занимающих около 20 % территории региона, в древостое преобладает берёза пушистая, в травяном покрове — Calamagrostis langsdorffii и Carex lasiocarpa, в моховом покрове - Aulacomnium palustre и Sphagnum warnstorfii. Болота в основном не покрыты лесом.
Флора Западно-Сибирской подтайги включает в себя около тысячи видов, характерных для южной тайги, лесостепи и иногда для степи.